# Quinquevir
Quinquevir (en llatí plural quinqueviri) va ser el nom de cadascun dels membres d'un cos de cinc magistrats (quinqueviri) nomenats sovint durant la República com a magistrats extraordinaris per portar a efecte alguna mesura concreta.
Per la fundació de les colònies eren nomenats generalment triumvirs (Triumviri coloniae deducendae), però ocasionalment també es van nomenar quinquevirs. Una feina que sovint se'ls encarregava era la reparació de les muralles i torres de la ciutat, diu Titus Livi. Destaquen els Quinqueviri mensarii, o banquers públics, nomenats en moments de crisi econòmica per a gestionar préstecs i altres negocis bancaris.
A més de la magistratura extraordinària hi havia uns quinquevirs ordinaris encarregats de la seguretat a la ciutat després de la caiguda del sol, substituint els magistrats de dia que havien de descansar. Vigilaven també els incendis que es poguessin produir. Es van establir durant la guerra contra Pirros de l'Epir.